# Else Ehser

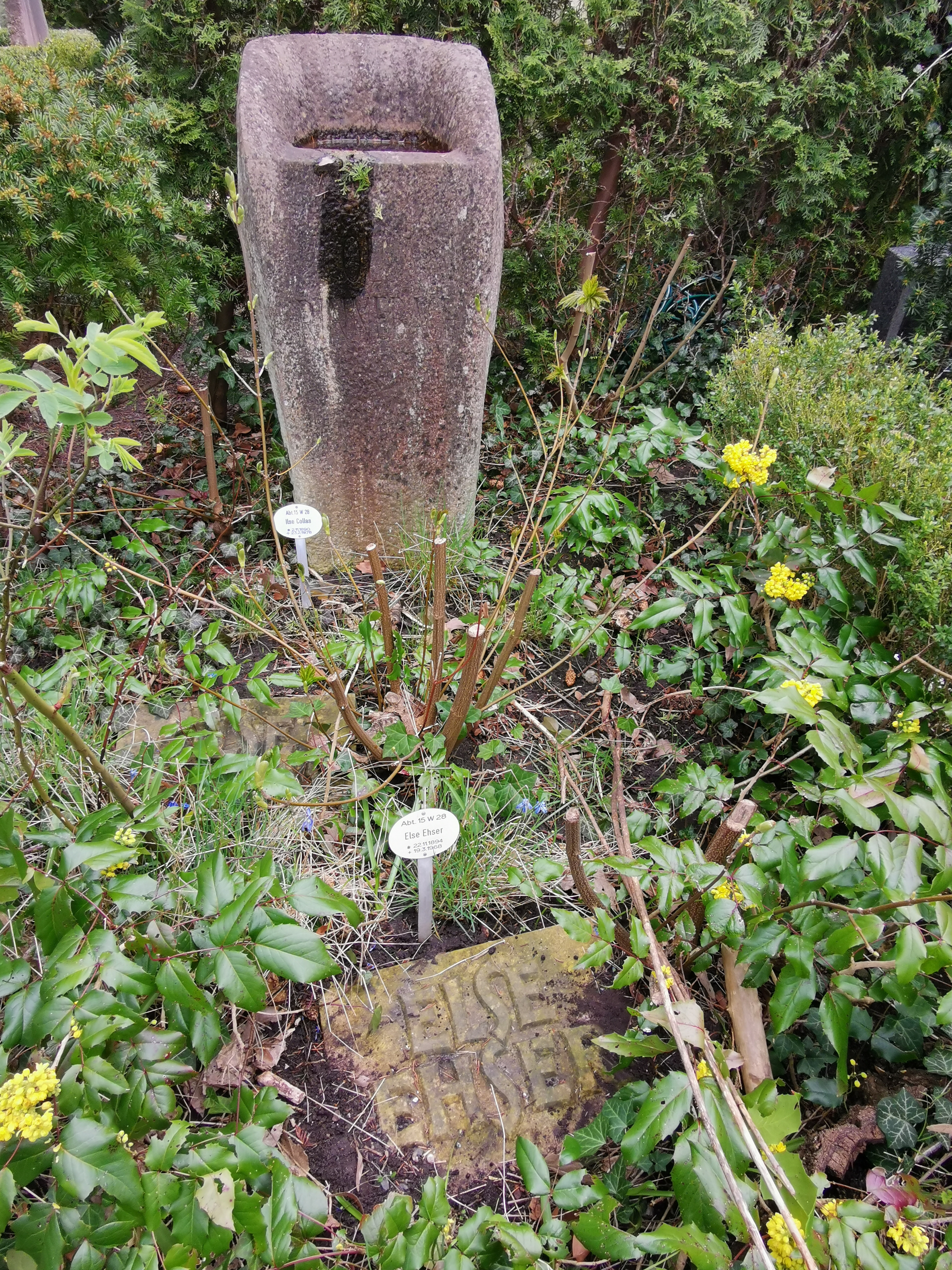
Grab auf dem Friedhof Berlin-Dahlem, Feld 7

Else Ehser (* 22. November 1894 in Leipzig; † 19. März 1968 in Berlin) war eine deutsche Schauspielerin.

## Leben
Else Ehser trat nach Gesangs- und Schauspielunterricht bei Bruno Decarli und Gertrud Eysoldt 1912 ihr erstes Engagement in Zittau an. Später spielte sie in München und kam dann nach Berlin, wo sie außer als Bühnenschauspielerin auch als Diseuse an Kabaretten auftrat.
1931 erhielt sie in den beiden Klassikern M und Mädchen in Uniform ihre ersten Filmrollen. Danach war sie drei Jahrzehnte lang eine häufig eingesetzte Neben- oder Kleindarstellerin beim deutschen Film. Meist spielte sie Nachbarinnen, Käuferinnen, Angestellte und Kolleginnen. Repräsentative Rollen wie 1935 die der französischen Königin Marie Therese in dem Historienfilm Liselotte von der Pfalz waren eine Ausnahme.
Ehsers Hauptwirkungsstätte blieben auch nach dem Zweiten Weltkrieg die Theater von Berlin, wo sie besonders am Schlossparktheater, am Schillertheater und an der Komödie zu sehen war. Sie betätigte sich auch häufig als Hörspielsprecherin. Hier gehörte sie meistens zu den Hauptdarstellern, wie beispielsweise 1962 unter der Regie von Rudolf Noelte, an der Seite von Will Quadflieg, Hanns Ernst Jäger, René Deltgen und Malte Jaeger in Das Verhör des Lukullus von Bertolt Brecht oder 1958 unter der Regie von Wolfgang Spier in Zwei alte Damen feuern, mit Agnes Windeck, Arthur Schröder, Herbert Weißbach und Harry Wüstenhagen.
Sie wurde auf dem Friedhof Dahlem beerdigt.

## Filmografie (Auswahl)
- 1931: M
- 1931: Mädchen in Uniform
- 1932: Das erste Recht des Kindes
- 1933: Eine ideale Wohnung
- 1934: Elisabeth und der Narr
- 1934: Hanneles Himmelfahrt
- 1935: Liselotte von der Pfalz
- 1935: Traumulus
- 1935: Stützen der Gesellschaft
- 1936: Stadt Anatol
- 1936: Das häßliche Entlein
- 1937: Tango Notturno
- 1937: Die gelbe Flagge
- 1937: Daphne und der Diplomat
- 1938: War es der im 3. Stock?
- 1938: Silvesternacht am Alexanderplatz
- 1938: Du und ich
- 1939: Zentrale Rio
- 1939: Premiere der Butterfly
- 1939: Menschen vom Varieté
- 1940: Die gute Sieben
- 1941: Das leichte Mädchen
- 1941: Aufruhr im Damenstift
- 1942: Die goldene Stadt
- 1943: Wenn der junge Wein blüht
- 1945: Der Puppenspieler (unvollendet)
- 1947: Kein Platz für Liebe
- 1948: Die seltsamen Abenteuer des Herrn Fridolin B.
- 1949: Mädchen hinter Gittern
- 1949: Man spielt nicht mit der Liebe
- 1950: Es kommt ein Tag
- 1951: Unsterbliche Geliebte
- 1952: Postlagernd Turteltaube
- 1952: Herz der Welt
- 1953: Rotkäppchen
- 1954: Roman eines Frauenarztes
- 1955: Roman einer Siebzehnjährigen
- 1956: … wie einst Lili Marleen
- 1957: Der gläserne Turm
- 1957: Auf Wiedersehen, Franziska!
- 1960: Ich schwöre und gelobe
- 1961: Der neue Talar
- 1961: Ruf zur Leidenschaft
- 1963: Meine Frau Susanne (TV-Serie, 5 Folgen)
- 1966/1968: Wilhelmina
- 1968: Das Schloß

## Theater
- 1921: Toni Impekoven, Carl Mathern: Ab dafür (Frau Engerling) – Regie: ? (Renaissance-Theater Berlin)
- 1921: August Strindberg: Totentanz (Die Alte) – Regie: Paul Wegener (Tribüne Berlin)
- 1922: Lothar Schmidt: Die Unmoralischen (Frau des Konsistorialrats) – Regie: Georg Altmann (Kleines Theater Berlin)
- 1923: Hermann Bahr: Das Prinzip – Regie: Emil Geyer (Theater am Kurfürstendamm Berlin)
- 1923: Fjodor Karpoff: Emigranten – Regie: Ludwig Roth (Comedia Valetti Berlin)
- 1924: Eberhard Buchner: Wem gehört Helene? (Helene) – Regie: Rosa Valetti (Comedia Valetti Berlin)
- 1924: Karen Bramson: Professor Klenow – Regie: Rosa Valetti (Comedia Valetti Berlin)
- 1924: Karl Gustav Vollmoeller nach Fjodor Dostojewski: Onkelchen hat geträumt – Regie: Erich Pabst (Komödie Berlin)
- 1925: Jerome K. Jerome: Der Fremde – Regie: Fritz Wendhausen (Central-Theater Berlin)
- 1925: W. Somerset Maugham: Mrs. Dot – Regie: Georg Altmann ( Lessingtheater Berlin)
- 1925: Louis Verneuil: Fauteuil 47 – Regie: Friedrich Lobe (Deutsches Künstlertheater Berlin)
- 1926: August Strindberg: Fräulein Julie – Regie: Ernst Raden (Renaissance-Theater Berlin)
- 1927: Henri-René Lenormand: Feiglinge – Regie: Theodor Tagger (Renaissance-Theater Berlin)
- 1927: Friedrich Hollaender: Das bist Du – Regie: ? (Theater am Kurfürstendamm Berlin)
- 1927: Felix Salten: Das stärkere Band – Regie: ? (Kleines Theater Berlin)
- 1928: Leo Lania: Konjunktur – Regie: Erwin Piscator (Lessingtheater Berlin)
- 1928: Julius Ahrendt, Otto Stransky: Oh! Kurfürstendamm – Regie: ? (Trianon-Theater Berlin)
- 1929: Hanns Minnich: Schlafstelle – Regie: Kollektiv (Theater am Schiffbauerdamm Berlin)
- 1929: Julius Berstl: Scribbys Suppen sind die besten – Regie: Fritz Wendhausen (Komödienhaus Berlin)
- 1930: Werner Ackermann: Flucht nach Shanhai (1. Dame) – Regie: Max Ophüls (Gruppe Junger Schauspieler im Lessingtheater Berlin)
- 1933: Hermann Sudermann: Heimat (Tante) – Regie: Heinz Schwamborn (Deutsches Künstlertheater)
- 1933: H. M. Harwood: Der Mann mit dem Kuckuck (Hausangestellte) – Regie: Wolfgang Hoffmann-Harnisch (Komödie Berlin)
- 1937: Richard Billinger: Der Gigant – Regie: Jürgen Fehling (Schauspielhaus am Gendarmenmarkt Berlin)
- 1946: Georg Kaiser: Der Soldat Tanaka (Mutter Tanaka) – Regie: Willi Schmidt (Hebbel-Theater Berlin)
- 1946: Günther Weisenborn: Die Illegalen – Regie: Franz Reichert (Hebbel-Theater Berlin)
- 1947: Nikolai Gogol: Die Heirat (Tante) – Regie: Boleslaw Barlog (Schlosspark Theater Berlin)
- 1949: Alexander Ostrowski: Eine Dummheit macht auch der Gescheiteste – Regie: Aribert Wäscher (Theater am Schiffbauerdamm Berlin)
- 1950: Alexander Ostrowski: Der Wald (Wirtschafterin) – Regie: Franz Reichert (Hebbel-Theater Berlin)
- 1953: Georg Kaiser: Kolportage – Regie: (Franz Reichert) (Schlosspark Theater Berlin)
- 1955: Rawlings Stuart Boone: Von Mensch zu Mensch – Regie: Rudolf Noelte (Schlosspark Theater Berlin)
- 1956: Federico García Lorca: Dona Rosita oder Die Sprache der Blumen (Mutter) Heinrich Koch (Schlosspark Theater Berlin)
- 1956: George Bernard Shaw: Major Barbara – Regie: Hans Lietzau (Schlosspark Theater Berlin)
- 1957: Samuel Beckett: Endspiel – Regie: Hans Bauer (Schlosspark Theater Berlin)
- 1958: Jean Giraudoux: Impromptu – Regie: Willi Schmidt (Schiller Theater Berlin)
- 1960: Fjodor Dostojewski: Raskolnikow (Aliona Iwanowna) – Regie: Willi Schmidt (Schlosspark Theater Berlin)
- 1961: Ernst Barlach: Der blaue Boll – Regie: Hans Lietzau (Schiller Theater Berlin)
- 1962: Ernst Penzoldt: So war Herr Brummell – Regie: Walter Henn (Schlosspark Theater Berlin)
- 1963: Carl Sternheim: Die Hose – Regie: Hans Lietzau (Schlosspark Theater Berlin)
- 1963: Tirso de Molina: Don Gil von den grünen Hosen – Regie: Boleslaw Barlog (Schlosspark Theater Berlin)
- 1964: Wladimir Majakowski: Die Wanze – Regie: Konrad Swinarski (Schiller Theater Berlin)
- 1966: Claude Mauriac: Das Gespräch – Regie: Dieter Reible (Schiller Theater Berlin – Werkstatt)